# Милфорд (Пенсильвания)
Милфорд (англ. Milford) — боро в округе Пайк в Пенсильвании, США. В 2000 году население боро составляло 1021 человек. Находится в верховья реки Делавэр. Является частью метрополитенского статистического ареала Нью-Йорк — Ньюарк — Джерси-Сити (NY-NJ-PA), а также более крупного комбинированного статистического ареала Нью-Йорк — Ньюарк (NY-NJ-CT-PA).

## История
Милфорд основан в 1796 году после Войны за независимость судьей Джоном Биддисом, одним из четырёх выездных судей Пенсильвании. Он назвал поселение в честь своей прародины в Уэльсе.
В Милфорде большое количество значимых исторических зданий, большинство из которых построено в девятнадцатом и начале двадцатого веков. Некоторые из них внесены в национальный реестр исторических мест, в то время как многие другие включены в исторический район Милфорд, также внесённый в Реестр. 655 зданий в районе, из них 400 считаются исторически значимыми. Район характеризуется разнообразием поздневикторианской архитектуры.
В городе Милфорд располагаются «Серые башни», родной дом Гиффорда Пинчота, выдающегося защитника природы, двукратного губернатора Пенсильвании и первого руководителя лесной службы США. Здание является национальным историческим памятником.
С 1904 по 1926 годы «Серые башни» были местом летних полевых занятий для магистерской программы Школы лесного хозяйства Йельского университета, вместе с Форест-Холлом, коммерческим зданием, которое было адаптировано и расширено для этой цели. Мельница Джервиса Гордона, отель «Фошер», фабрика искусственного льда Меца и здание суда округа Пайк также внесены в национальный реестр исторических мест. Рядом находится «Арисб», дом Чарльза С. Пирса, выдающегося логика, философа и ученого конца XIX века, национальный исторический памятник США.
Коллекция Музея исторического общества округа Пайк в городе Милфорд включает в себя флаг Линкольна, который висел в президентской ложе Авраама Линкольна в театре Форда в ночь его убийства. Флаг был скомкан и помещен под голову президенту, и до сих пор испачкан в его крови. Его хранил помощник режиссёра Томас Гурли. Он передал его своей дочери Джинни, актрисе, которая была занята в спектакле «Мой американский кузен» в театре в тот вечер. Позже она переехала в Милфорд, и флаг был подарен музею после её смерти.

## В культуре
В Милфорде происходило действие нескольких немых фильмов, снятых Д. У. Гриффитом в начале 1900-х годов, в том числе «Информатора» 1912 года с Мэри Пикфорд, Лиллиан Гиш и Лайонелом Берримором. В 1956 году здесь проходил семинар писателей-фантастов Милфорда, основанный Деймоном Найтом, Кейтом Вильгельмом и Джеймсом Блишем, в то время жившими в Милфорде.

## Галерея
- Отель «Фошер», основанный в 1852 году
- «Серые башни», дом Гиффорда Пинчота
- Дом Чарльза С. Пирса
- «Столбы», здание Музея исторического общества округа Пайк
- Отель «Том Квик инн»
- Театр в Милфорде
- Филиал Публичной библиотеки округа Пайк в Милфорде